# Konrad Lagus
Konrad Lagus (auch Lage, Hase, Hasi; * um 1500 in Kreuzburg; † 7. November 1546 in Danzig) war ein deutscher Rechtswissenschaftler.

## Leben
Der Hesse studierte seit 1516 an der Universität Leipzig, wo er sich im Sommer 1518 das Baccalaurat der freien Künste erwarb. Am 16. November 1519 wechselte er an die Universität Wittenberg, wo er sich im August 1529 unter dem Dekan Kilian Goldstein den akademischen Grad eines Magisters erwarb und 1522 als Lehrer an einer Wittenberger Privatschule mit Pensionat wirkte. Er wird im August 1530 in die philosophische Fakultät aufgenommen und bekleidet im Wintersemester 1531 und 1538 deren Dekanat.
Lagus wendet sich der Rechtswissenschaft zu, hält Vorlesungen zu den Instituten, betreibt eine Kanzlei als Advokat und wird häufig aufgesuchter Rechtsbeistand, 1535 wird er Notar der Universität Wittenberg. Unter dem Einfluss von Johann Apel und Philipp Melanchthon befasst er sich mit der systematischen Behandlung des Rechts, jedoch konnte er seine Neuerungen im Universitätsbetrieb nicht genug durchsetzen und nahm, nachdem er 1540 zum Doktor der Rechtswissenschaften promoviert hatte, eine Stelle als Syndikus in Danzig an. Für Danzig verhandelte er mit Lübeck über Schadensersatzleistungen, wurde zu politischen Missionen in Marienburg, in Königsberg bei Herzog Albrecht und in Krakau verwendet. Im Winter 1545/1546 hatte er bei der Rückkehr von einer Reise nach Krakau einen Unfall, an der erlittenen schweren Brustverletzung verstarb er im folgenden Herbst.
Das Ergebnis seiner systematischen Rechtserforschung erschien 1543 in Frankfurt am Main unter dem Titel Juris utriusque methodica traditio, gegen seinen Willen, da diese Ausgabe unüberarbeitet war. Unter dem Titel Protestatio adversus improbam suorum commentariorum editionem ab Egenolpho factam erschien 1544 in Basel die überarbeitete Version des Werkes. Das Werk fand große Anerkennung. Lagus Methodica juris utriusque traditio ist das älteste vollständige Kompendium des Rechts, sein Hauptinhalt ist die Darstellung des positiven Rechts. Zudem schuf er mit seinem Compendium juris Saxonici eine übersichtliche Darstellung des sächsischen Rechts auf der Grundlage des Sachsenspiegels. Beide Werke sind erst weit nach seinem Tod veröffentlicht worden und sind vermutlich handschriftlich verbreitet gewesen.

## Anmerkung
1. ↑  Die Identifikation des Geburtsortes ist unsicher, s. den angegebenen Weblink Hans Erich Troje.

| Personendaten    | Personendaten                              |
| ---------------- | ------------------------------------------ |
| NAME             | Lagus, Konrad                              |
| ALTERNATIVNAMEN  | Lage; Hase; Hasi                           |
| KURZBESCHREIBUNG | deutscher Rechtswissenschaftler            |
| GEBURTSDATUM     | um 1500                                    |
| GEBURTSORT       | Kreuzburg (genaue Identifikation unsicher) |
| STERBEDATUM      | 7. November 1546                           |
| STERBEORT        | Danzig                                     |